# Presidente de Islandia
El presidente de Islandia (en islandés: Forseti Íslands) es el jefe de Estado y el más alto funcionario de la República de Islandia, y es elegido por sufragio universal directo para un mandato de cuatro años, no está sujeto a límites de mandato. La actual presidenta es Halla Tómasdóttir, elegida en 2024.
Según la Constitución islandesa, el Presidente es el titular supremo del poder ejecutivo y el segundo titular del poder legislativo. Aunque en la práctica, la participación del Presidente en el gobierno y la legislación es en gran medida ceremonial. Sin embargo, se reconoce que puede influir en las negociaciones sobre la formación del gobierno e incluso nombrar un gobierno extraparlamentario si se dan las condiciones adecuadas.
El 1 de agosto de 1980, Vigdís Finnbogadóttir asumió la presidencia de Islandia, haciendo historia como la primera mujer jefa de Estado elegida en el mundo.

## Origen
Cuando Islandia se convirtió en república en 1944 mediante la adopción de una nueva constitución, el cargo de Rey de Islandia fue sustituido simplemente por el de Presidente de Islandia. Una disposición transitoria de la nueva constitución estipulaba que el primer presidente sería elegido por el Alþingi.

### Etimología
La palabra islandesa para presidente es forseti. La palabra forseti en nórdico antiguo/islandés significa el que se sienta primero (sá sem fremst situr) o, literalmente, fore-sitter. Es el nombre de uno de los Æsir, el dios de la justicia y la reconciliación en la mitología nórdica. Se le suele identificar con Fosite, dios de los frisios.

## Poderes y funciones

### Poder ejecutivo

#### El Gabinete
El presidente nombra a los ministros del Gabinete islandés y determina su número y reparto de responsabilidades. Los ministros no pueden dimitir y deben ser destituidos por el Presidente. Los ministros tienen delegados los poderes ejecutivos del Presidente y son los únicos responsables de sus actos.
Tras las elecciones generales, el Presidente tiene la tarea de nombrar al líder de un partido (aquel que el Presidente considere que tiene más posibilidades de formar un gobierno de coalición mayoritario) para que inicie formalmente las negociaciones para formar gobierno. Sveinn Björnsson y Ásgeir Ásgeirsson desempeñaron un papel muy activo en la formación del gobierno, intentando formar gobiernos que coincidieran con sus preferencias políticas, mientras que Kristján Eldjárn y Vigdís Finnbogadóttir se mostraron pasivos y neutrales con respecto a las personas y los partidos que formaron gobierno.

#### Consejo de Estado
El Presidente y el Gabinete se reúnen en el Consejo de Estado. El Gabinete debe informar al Presidente de los asuntos de Estado importantes y de los proyectos de legislación. Durante las reuniones, el Gabinete también puede proponer la convocatoria, la suspensión o la disolución del Alþingi.

#### Procesamiento e indulto
El Presidente puede decidir el cese de la persecución de un delito, así como conceder indultos y amnistías.

### Poder legislativo
Según el artículo 2 de la Constitución, el poder legislativo está repartido entre el Presidente y el Alþingi. El Presidente firma los proyectos de ley aprobados por el Alþingi y puede decidir no firmarlos, vetándolos de hecho. Los proyectos vetados por el Presidente se convierten en ley si el Alþingi no los retira, pero deben ser confirmados en referéndum. Ólafur Ragnar Grímsson (en el cargo de 1996 a 2016) es el único presidente que ha vetado proyectos de ley parlamentarios, aunque solo lo hizo en tres ocasiones (2004, 2010 y 2011). En un principio, este poder sólo debía utilizarse en circunstancias extremadamente atenuantes.
El Presidente tiene poder para someter a la consideración del Alþingi proyectos de ley y resoluciones. Cuando el Alþingi no está reunido, el Presidente puede promulgar leyes provisionales, que deben ser conformes con la Constitución. Las leyes provisionales pierden su validez si el Alþingi no las confirma cuando se reúna. Ningún Presidente ha presentado nunca un proyecto de ley o resolución ni ha promulgado una ley provisional.
El artículo 30 de la Constitución indica que el Presidente puede conceder excepciones a las leyes. Ningún Presidente ha hecho uso de este poder.

#### El Parlamento
El Presidente convoca al Alþingi tras las elecciones generales y lo disuelve formalmente. Puede aplazar y prorrogar el Alþingi cuando lo considere necesario. El Presidente también inaugura todas las sesiones ordinarias del Alþingi cada año.

### Deberes ceremoniales
Las funciones del Presidente son en gran medida simbólicas, ya que el cargo se considera un símbolo de unidad nacional.
Las funciones tradicionales del Presidente incluyen pronunciar un discurso a la nación el día de Año Nuevo y pronunciar la Palabra del Halcón.
El Presidente también recibe a jefes de Estado extranjeros y otros invitados de alto rango en visitas oficiales a Islandia y realiza visitas oficiales a otros países.
El Presidente es el Gran Maestre de la Orden del Halcón.

## Poderes detallados
| Artículo de la Constitución | Poder |
| --------------------------- | --- |
| Artículo 15                 | El Presidente nombra y destituye a los ministros. Determina su número y sus funciones. |
| Artículo 1                  | La firma del Presidente, refrendada por un Ministro, valida un acto legislativo o una medida gubernamental. |
| Artículo 21                 | El Presidente de la República celebra tratados con otros Estados. No puede concluirlos sin la aprobación de Alþingi si implican la cesión de territorio o aguas territoriales, o si exigen cambios en el sistema de gobierno. |
| Artículo 23                 | El Presidente de la República puede aplazar las sesiones del Alþingi por un período limitado, pero no superior a dos semanas y no más de una vez al año. No obstante, el Alþingi puede autorizar al Presidente a apartarse de esta norma. Una vez aplazado el Alþingi, el Presidente de la República puede convocarlo si lo considera necesario. El Presidente también está obligado a hacerlo a petición de la mayoría de los miembros del Alþingi.                                                                                  |
| Artículo 24                 | El Presidente de la República puede disolver Alþingi. Deberá celebrarse una nueva elección en el plazo de 45 días a partir del anuncio de la disolución. El Alþingi se reunirá a más tardar diez semanas después de su disolución. Los miembros del Alþingi conservarán su mandato hasta el día de la elección. |
| Artículo 25                 | El Presidente de la República puede someter al Alþingi proyectos de ley y proyectos de resolución. |
| Artículo 26                 | Cuando un proyecto de ley haya sido aprobado por el Alþingi, será sometido a la aprobación del Presidente de la República a más tardar dos semanas después de su aprobación. Dicho dictamen conforme le dará fuerza de ley. Si el Presidente rechaza un proyecto de ley, éste se convierte igualmente en ley, pero en cuanto las circunstancias lo permitan, se somete a votación secreta de todos los electores, para su aprobación o rechazo. En caso de rechazo, el proyecto de ley será nulo, pero por lo demás seguirá en vigor. |
| Artículo 28                 | En casos de urgencia, el Presidente podrá dictar leyes provisionales cuando el Alþingi no esté reunido. Dichas leyes no podrán, sin embargo, ser contrarias a la Constitución. Si el Alþingi no aprueba una ley provisional, o si no concluye el examen de la ley en el plazo de seis semanas a partir de su convocatoria, la ley será nula de pleno derecho. |
| Artículo 29                 | El Presidente podrá decidir el cese de la persecución de un delito si existen razones fundadas para ello. El Presidente concederá indultos y amnistías. No podrá, sin embargo, indultar a un Ministro de su procesamiento o de una condena impuesta por el Tribunal de Juicio Político, salvo acuerdo de Alþingi. |
| Artículo 30                 | El Presidente, u otras autoridades gubernamentales delegadas por el Presidente, concederán dispensas a las leyes de acuerdo con la práctica establecida. |

## Remuneración
El Presidente recibe un salario mensual de 2.480.341 ISK. El artículo 9 de la Constitución indica que el salario de un Presidente en ejercicio no puede reducirse.

## Residencia
El artículo 12 de la Constitución indica que el Presidente debe residir en Reikiavik o en sus proximidades. Desde su creación, la residencia oficial del Presidente ha sido Bessastaðir, en Álftanes.

## Elegibilidad
Los artículos 4 y 5 de la Constitución establecen las siguientes cualificaciones para el cargo de Presidente:
- reunir las condiciones requeridas para ser miembro del Alþingi
- tener al menos 35 años
- tener al menos 1.500 recomendaciones

## Sucesión
Los artículos 7 y 8 de la Constitución indican que si el Presidente fallece o no puede desempeñar sus funciones, por ejemplo, si se encuentra en el extranjero o enfermo, el Primer Ministro, el Presidente del Alþingi y el Presidente del Tribunal Supremo asumen conjuntamente los poderes del cargo hasta que el Presidente pueda reanudar sus funciones o se elija a un nuevo Presidente. Sus reuniones están presididas por el Presidente del Alþingi y votan todas las decisiones presidenciales.
Si el cargo de Presidente queda vacante por fallecimiento o dimisión, se elige un nuevo Presidente por sufragio universal para un mandato de cuatro años que finaliza el 1 de agosto del cuarto año posterior a las elecciones. Sveinn Björnsson es el único Presidente que ha fallecido en el cargo, lo que provocó unas elecciones presidenciales un año antes de lo previsto, en 1952.

## Destitución
El artículo 11 de la Constitución establece el procedimiento de destitución del Presidente. Indica que el Presidente no es responsable de los actos de su gobierno y no puede ser procesado sin el consentimiento del Alþingi. Un referéndum, iniciado por el Alþingi con una mayoría de 3/4, debe aprobar su destitución. Una vez que el Alþingi ha aprobado el referéndum, el Presidente debe apartarse temporalmente hasta que se conozca el resultado del referéndum. El referéndum debe celebrarse en los dos meses siguientes a la votación, y si el pueblo rechaza la destitución, el Alþingi debe disolverse inmediatamente y convocarse nuevas elecciones generales.
Nunca ha habido un impeachment desde la fundación de la República.

## Lista de presidentes (desde 1944)
| #   | Nombre | Nombre | Nombre                                 | Inicio              | Final               | Partido | Elecciones    |
| --- | ------ | ------ | -------------------------------------- | ------------------- | ------------------- | ------- | ------------- |
| 1.º |        |        | Sveinn Björnsson (1881-1952)           | 17 de junio de 1944 | 25 de enero de 1952 | Indep.  | 1944 1ª ronda |
| 1.º | 1945   |        | Sveinn Björnsson (1881-1952)           | 17 de junio de 1944 | 25 de enero de 1952 | Indep.  |               |
| 1.º | 1949   |        | Sveinn Björnsson (1881-1952)           | 17 de junio de 1944 | 25 de enero de 1952 | Indep.  |               |
| 2.º |        |        | Ásgeir Ásgeirsson (1894-1972)          | 25 de enero de 1952 | 31 de julio de 1968 | Indep.  | 1952          |
| 2.º | 1956   |        | Ásgeir Ásgeirsson (1894-1972)          | 25 de enero de 1952 | 31 de julio de 1968 | Indep.  |               |
| 2.º | 1960   |        | Ásgeir Ásgeirsson (1894-1972)          | 25 de enero de 1952 | 31 de julio de 1968 | Indep.  |               |
| 2.º | 1964   |        | Ásgeir Ásgeirsson (1894-1972)          | 25 de enero de 1952 | 31 de julio de 1968 | Indep.  |               |
| 3.º |        |        | Kristján Eldjárn (1916-1982)           | 1 de agosto de 1968 | 31 de julio de 1980 | Indep.  | 1968          |
| 3.º | 1972   |        | Kristján Eldjárn (1916-1982)           | 1 de agosto de 1968 | 31 de julio de 1980 | Indep.  |               |
| 3.º | 1976   |        | Kristján Eldjárn (1916-1982)           | 1 de agosto de 1968 | 31 de julio de 1980 | Indep.  |               |
| 4.º |        |        | Vigdís Finnbogadóttir (n. 1930)        | 1 de agosto de 1980 | 31 de julio de 1996 | Indep.  | 1980          |
| 4.º | 1984   |        | Vigdís Finnbogadóttir (n. 1930)        | 1 de agosto de 1980 | 31 de julio de 1996 | Indep.  |               |
| 4.º | 1988   |        | Vigdís Finnbogadóttir (n. 1930)        | 1 de agosto de 1980 | 31 de julio de 1996 | Indep.  |               |
| 4.º | 1992   |        | Vigdís Finnbogadóttir (n. 1930)        | 1 de agosto de 1980 | 31 de julio de 1996 | Indep.  |               |
| 5.º |        |        | Ólafur Ragnar Grímsson (n. 1943)       | 1 de agosto de 1996 | 31 de julio de 2016 | Indep.  | 1996          |
| 5.º | 2000   |        | Ólafur Ragnar Grímsson (n. 1943)       | 1 de agosto de 1996 | 31 de julio de 2016 | Indep.  |               |
| 5.º | 2004   |        | Ólafur Ragnar Grímsson (n. 1943)       | 1 de agosto de 1996 | 31 de julio de 2016 | Indep.  |               |
| 5.º | 2008   |        | Ólafur Ragnar Grímsson (n. 1943)       | 1 de agosto de 1996 | 31 de julio de 2016 | Indep.  |               |
| 5.º | 2012   |        | Ólafur Ragnar Grímsson (n. 1943)       | 1 de agosto de 1996 | 31 de julio de 2016 | Indep.  |               |
| 6.º |        |        | Guðni Thorlacius Jóhannesson (n. 1968) | 1 de agosto de 2016 | 31 de julio de 2024 | Indep.  | 2016          |
| 6.º | 2020   |        | Guðni Thorlacius Jóhannesson (n. 1968) | 1 de agosto de 2016 | 31 de julio de 2024 | Indep.  |               |
| 7.º |        |        | Halla Tómasdóttir (n. 1968)            | 1 de agosto de 2024 | En el cargo         | Indep.  | 2024          |

## Expresidentes vivos

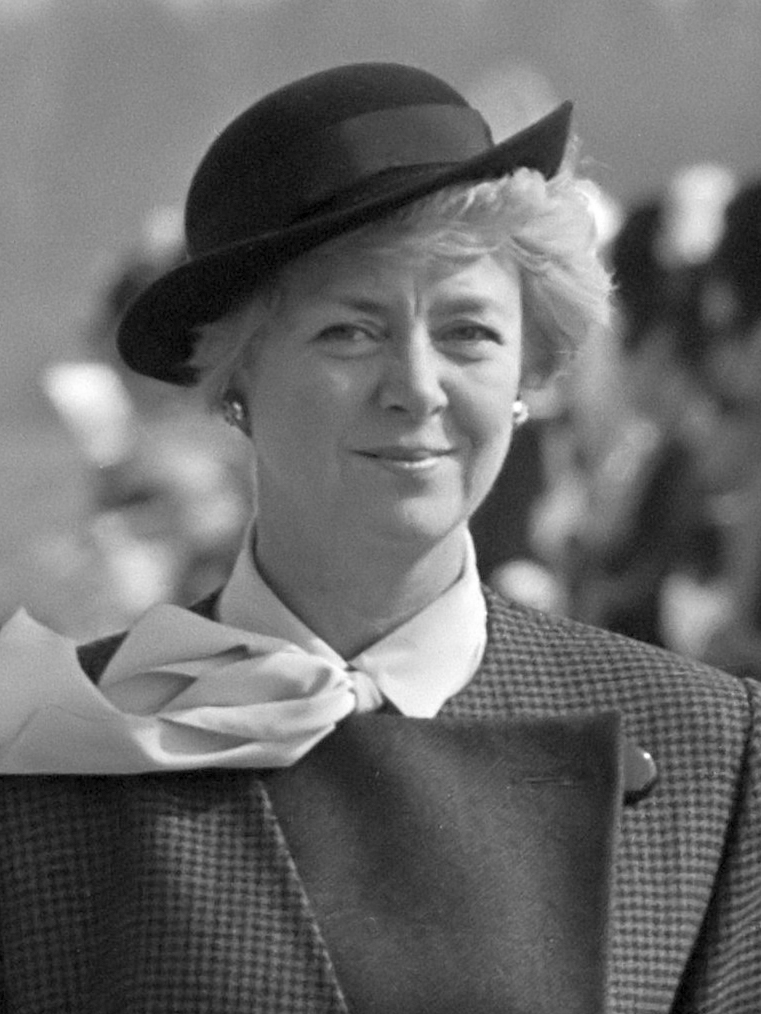
Vigdís Finnbogadóttir 1980-1996 Sin cargo público actual
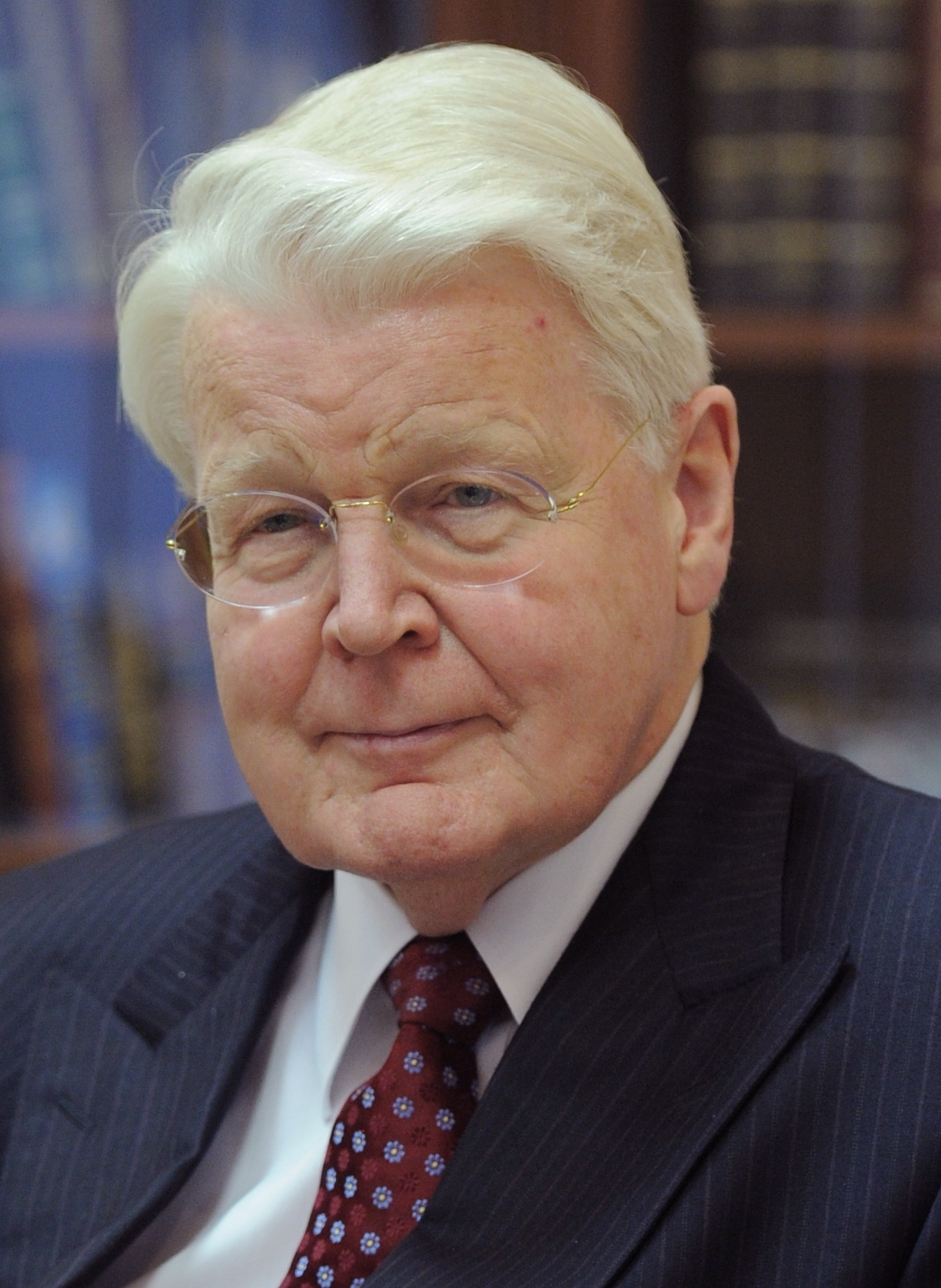
Ólafur Ragnar Grímsson 1996-2016 Sin cargo público actual
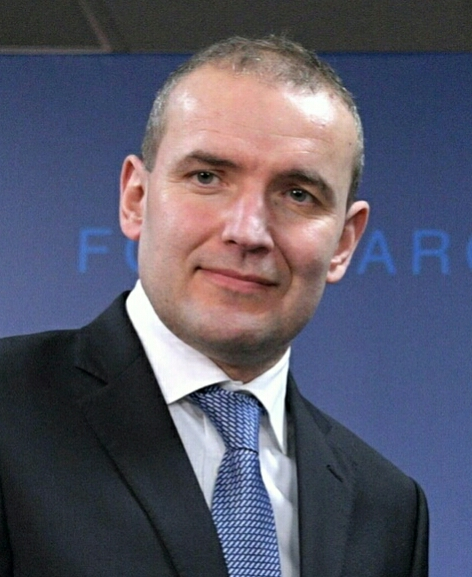
Guðni Thorlacius Jóhannesson 2016-2024 Sin cargo público actual

- Vigdís Finnbogadóttir (94 años)
1980-1996
Sin cargo público actual
- Ólafur Ragnar Grímsson (81 años)
1996-2016
Sin cargo público actual
- Guðni Thorlacius Jóhannesson (56 años)
2016-2024
Sin cargo público actual